# Gierwieniki
Gierwieniki (biał. Гервянікі, Hierwianiki; ros. Гервеники, Gierwieniki) – wieś na Białorusi, w obwodzie grodzieńskim, w rejonie lidzkim, w sielsowiecie Dworzyszcze, w pobliżu linii kolejowej Lida – Bieniakonie.

## Historia
W XIX i w początkach XX w. położone były w Rosji, w guberni wileńskiej, w powiecie lidzkim.
W dwudziestoleciu międzywojennym wieś, zaścianek i kolonia leżące w Polsce, w województwie nowogródzkim, w powiecie lidzkim, w gminie Żyrmuny. W 1921 wieś liczyła 109 mieszkańców, zamieszkałych w 18 budynkach; zaścianek 7 mieszkańców, zamieszkałych w 1 budynku; kolonia natomiast 24 mieszkańców, zamieszkałych w 3 budynkach. Wszystkie trzy miejscowości zamieszkiwali wyłącznie Polacy wyznania rzymskokatolickiego.
Po II wojnie światowej w granicach Związku Sowieckiego. Od 1991 w niepodległej Białorusi.